# Łysa Puścizna
Łysa Puścizna – torfowisko w obrębie miejscowości Chyżne w województwie małopolskim, w powiecie nowotarskim, w gminie Jabłonka, blisko granicy ze Słowacją. Pod względem geograficznym znajduje się w Kotlinie Orawsko-Nowotarskiej. Z torfowiska wypływa potok Chyżnik uchodzący do Jeziora Orawskiego, torfowisko znajduje się więc w zlewisku Morza Czarnego. Położone jest na wysokości 666 m n.p.m. w odległości 2,8 km od trasy europejskiej E77.
Po ustąpieniu lodowca cała Kotlina Orawsko-Nowotarska była wielkim rozlewiskiem młak i jezior, które stopniowo zamulane było niesionymi przez wodę osadami  tworzącymi stożki napływowe, równocześnie też podlegało zarastaniu, w którym wielki udział miał mech torfowiec. Z jego obumarłych szczątków tworzył się torf. Zarastanie to zaczęło się około 10-11 tysięcy lat temu. Rocznie przybywa około 1 mm torfu. Torfowisko  tworzy specyficzne warunki życia dla roślin. Charakteryzują się one bardzo kwaśnym odczynem, dużą wilgotnością i ubóstwem składników pokarmowych. W takich warunkach na torfowisku rozwijają się specyficzne, charakterystyczne dla torfowisk gatunki roślin.
Łysa Puścizna to torfowisko wysokie stopniowo zarastające sosną zwyczajną, brzozą i wierzbą. Zachowała się struktura kępkowo-dolinkowa. Na kopule torfowiska rośnie dobrze wykształcony bór bagienny, dobrze wykształcony jest również jego okrajek. Jest nieco przesuszone przez odpływ wody rowem odwadniającym. Przesuszone miejsca zajmuje śmiałek darniowy. Na torfowisku stwierdzono występowanie m.in. takich rzadkich w Karpatach gatunków roślin, jak: bagno zwyczajne, przygiełka biała, turzyca skąpokwiatowa, żurawina drobnoowocowa. Planuje się utworzenie na Kotlinie Nowotarskiej specjalnych obszarów ochrony pod nazwą „Torfowiska Orawsko-Nowotarskie”. Mają one objąć obszar 7363,4 ha. Na Łysej Puściźnie należałoby zwiększyć nawodnienie torfowiska przez wykonanie zastawki na rowie odwadniającym, zmniejszyć nachylenie skarpy oraz zadrzewienie przez usunięcie części drzew.
W niewielkiej odległości w kierunku na północ od Łysej Puścizny znajduje się torfowisko Jasiowska Puścizna. Czasami obydwa traktowane jako jedno torfowisko.